# HMS Svalan (1881)
HMS Svalan var ett svenskt örlogsfartyg, sjömätningsfartyg. Byggd 1881 vid Bergsunds Mekaniska Verkstad. Klassad som ångslup men använd som sjömätare fram till utrangering 1944.